# Sydney Francisco
Sydney Francisco (* 24. Mai 2005) ist eine palauische Leichtathletin, die sich auf den Sprint spezialisiert hat. Auch ihre Mutter Peoria Koshiba war für Palau als Sprinterin aktiv.

## Sportliche Laufbahn
Erste Erfahrungen bei internationalen Meisterschaften sammelte Sydney Francisco im Jahr 2022, als sie bei den U18-Ozeanienmeisterschaften in Mackay mit 13,80 s und 29,20 s jeweils in der Vorrunde über 100 und 200 Meter ausschied. Im Jahr darauf startete sie dank einer Wildcard im 100-Meter-Lauf bei den Weltmeisterschaften in Budapest und schied dort mit 13,48 s in der ersten Runde aus. Anschließend schied sie bei den Pazifikspielen in Honiara mit 13,25 s und 28,45 s jeweils im Vorlauf über 100 und 200 Meter aus. 2024 kam sie bei den Ozeanienmeisterschaften in Suva mit 13,37 s nicht über die Vorrunde über 100 Meter hinaus und anschließend schied sie bei den Olympischen Sommerspielen in Paris mit 13,15 s in der Vorausscheidungsrunde aus. Zudem war sie Fahnenträgerin ihrer Nation während der Eröffnungsfeier der Spiele.

## Persönliche Bestleistungen
- 100 Meter: 12,99 s (+0,2 m/s), 20. Juni 2024 in Majuro (palauischer U20-Rekord)
- 200 Meter: 28,45 s (0,0 m/s), 29. November 2023 in Honiara